# Коэн, Саша
Алекса́ндра Поли́н (Са́ша) Ко́эн (англ. Alexandra Pauline «Sasha» Cohen; 26 октября 1984, Уэствуд, Калифорния) — американская фигуристка, выступавшая в одиночном катании. Серебряный призёр зимних Олимпийских игр 2006 года, трёхкратный призёр чемпионатов мира, победительница финала Гран-при сезона 2002—2003 и чемпионка США 2006 года.

## Личная жизнь
Саша Коэн родилась в Уэствуде, пригороде Лос-Анджелеса (штат Калифорния). Её мать Галина (в девичестве Фельдман) родом из Одессы, она бывшая гимнастка и балерина, в 16 лет вместе с родителями эмигрировала в США. Её отец Роджер Коэн — бизнес-консультант и адвокат, а младшая сестра Наташа — пианистка.
В 2002 году Саша окончила старшую школу Futures High School, расположенную в Мишен-Виехоу (Калифорния). Её сестра Наталья в августе 2006 года поступила в колледж Barnard College.
С 2016 по 2018 год Коэн была замужем за менеджером хедж-фонда Томом Мэем. В октябре 2019 года Коэн сообщила о своей помолвке с акционерным партнёром Джеффри Либерталем. У пары есть сын — Дашиэлл Лев Либерталь (род. 17 января 2020).
Обучалась в Нью-Йоркской киноакадемии.

## Карьера

### Начало
С раннего детства Саша занималась гимнастикой, но в 7 лет решила переключиться на фигурное катание. Окончательно это произошло, когда в 11 лет она занялась спортом по-настоящему.
Саша добилась известности среди фигуристов в 2000 году на чемпионате США по фигурному катанию. Она только перешла во взрослый разряд и поэтому не удержалась на первом месте, занятом после короткой программы, став второй после произвольной, и прошла отбор в сборную. Слишком юная для выступления на взрослом чемпионате, Саша, тем не менее, имела шанс поехать туда, если завоюет медаль на чемпионате мира среди юниоров. Ей это не удалось, поэтому на чемпионат мира в тот раз она не попала.

### Дальнейшее развитие и успехи
Из-за травмы спины Коэн не выступила на чемпионате США в 2001 году, но вернула свою серебряную медаль на первенстве 2002 года, обеспечив себе поездку на Олимпиаду-2002. Саша приняла участие в зимних Олимпийских играх 2002 года, проходивших в Солт-Лейк-Сити, штат Юта, и заняла четвёртое место. Она также стала четвёртой на чемпионате мира, проходившем в Нагано.
В следующем сезоне Коэн сменила тренера: вместо Джона Никса её начала тренировать Татьяна Тарасова. Под её руководством Саша начала побеждать на этапах Гран-при. Сначала она выиграла «Skate Canada», а потом повторила успех на «Trophée Lalique». На этапе «Cup of Russia» Саша Коэн заняла второе место. Эти достижения обеспечили ей место в финале Гран-при, который она также выиграла. На чемпионате США Саша завоевала бронзовую медаль, а на чемпионате мира, проходившем в Вашингтоне, она заняла четвёртое место, повторив своё предыдущее достижение.
Сезон 2003—2004 стал наилучшим в карьере Саши Коэн: она выиграла этапы «Skate America», «Skate Canada» и «Trophée Lalique», а потом стала второй в финале Гран-при. В середине сезона она сменила тренера, перейдя от Татьяны Тарасовой к Робин Вагнер, и завоевала серебряные медали на национальном первенстве и чемпионате мира.
В следующем сезоне Коэн решила вернуться к своему бывшему тренеру Джону Никсу. Из-за повторной травмы спины она отказалась от участия в Гран-при. На чемпионате США, проходившем в Портленде, и на чемпионате мира, проходившем в Москве, Саша снова завоевала серебряные медали.

### Олимпийский сезон
После завоёванной на Олимпиаде 2006 серебряной медали, Саша ушла из любительского спорта. Она много гастролировала в различных шоу, делала карьеру на телевидении. Пробовала себя и в кинематографе, снявшись в таких фильмах, как «Победительница», «Лезвие славы» и «Братц». В 2008 году Коэн вернулась к тренировкам и говорила о желании участвовать в чемпионате мира 2009.
В 2009 году, в предолимпийский сезон, Саша Коэн заявила о своём возвращении и намерении побороться за место в олимпийской сборной США. Изначально она была заявлена на два этапа серии Гран-при 2009—2010: во Франции и в США. Однако за две недели до старта серии она заявила о снятии с турнира в Париже из-за воспаления сухожилия на правой ноге. В турнире в Лейк-Плэсиде. Позже отказалась и от участия и на этапе «Skate America». На чемпионате США 2010 заняла лишь четвёртое место и на Олимпийские игры квалифицироваться не смогла.

## Спортивные достижения
| Соревнования                         | 1997-98 | 1998-99 | 1999-00 | 2000-01 | 2001-02 | 2002-03 | 2003-04 | 2004-05 | 2005-06 | 2009-10 |
| ------------------------------------ | ------- | ------- | ------- | ------- | ------- | ------- | ------- | ------- | ------- | ------- |
| Зимние Олимпийские игры              |         |         |         |         | 4       |         |         |         | 2       |         |
| Чемпионаты мира                      |         |         |         |         | 4       | 4       | 2       | 2       | 3       |         |
| Чемпионаты мира среди юниоров        |         |         | 6       |         |         |         |         |         |         |         |
| Чемпионаты США                       | 6 N.    | 2 J.    | 2       | WD      | 2       | 3       | 2       | 2       | 1       | 4       |
| Финалы Гран-при                      |         |         |         |         |         | 1       | 2       |         |         |         |
| Этапы Гран-при: Trophée Eric Bompard |         |         |         |         | 3       | 1       | 1       |         | 2       |         |
| Этапы Гран-при: Skate Canada         |         |         |         |         |         | 1       | 1       |         |         |         |
| Этапы Гран-при: Skate America        |         |         |         |         | 5       |         | 1       |         |         |         |
| Этапы Гран-при: Cup of Russia        |         |         |         | 4       |         | 2       |         |         |         |         |
| Этапы Гран-при: Nations Cup          |         |         |         | 5       |         |         |         |         |         |         |
| Finlandia Trophy                     |         |         |         |         | 1       |         |         |         |         |         |
| Этапы юниорского Гран-при, Швеция    |         |         | 1       |         |         |         |         |         |         |         |
| Gardena Spring Trophy                |         | 1 J.    |         |         |         |         |         |         |         |         |

- N — детский уровень
- J — юниорский уровень
- WD — снялась с соревнований

## Семья
20 августа 2016 года Коэн вышла замуж за менеджера хедж-фонда Тома Мэя. В 2018 году пара развелась.
В октябре 2019 года обручилась с Джеффри Либерталем. У пары двое детей — сын Дэшелл Лев Либерталь (род. 17 января 2020) и дочь Палома Джейн Либерталь (род. август 2021).